# Campionatele europene de gimnastică feminină din 1967
Campionatele europene de gimnastică feminină din 1967, care au reprezentat a șasea ediție a competiției gimnasticii artistice feminine a "bătrânului continent", au avut loc în orașul Amsterdam din Olanda.
Datorită valorii mondiale a gimnasticii europene, campionatele europene de gimnastică feminină au coincis, pentru foarte mulți ani, cu replica sa mondială.